# Stanisław Kamocki
Stanisław Józef Juliusz Kamocki, ps. „Stefan Kozłowski” (ur. 18 listopada 1875 w Warszawie, zm. 10 lipca 1944 w Zakopanem) – malarz i grafik, młodopolski pejzażysta.

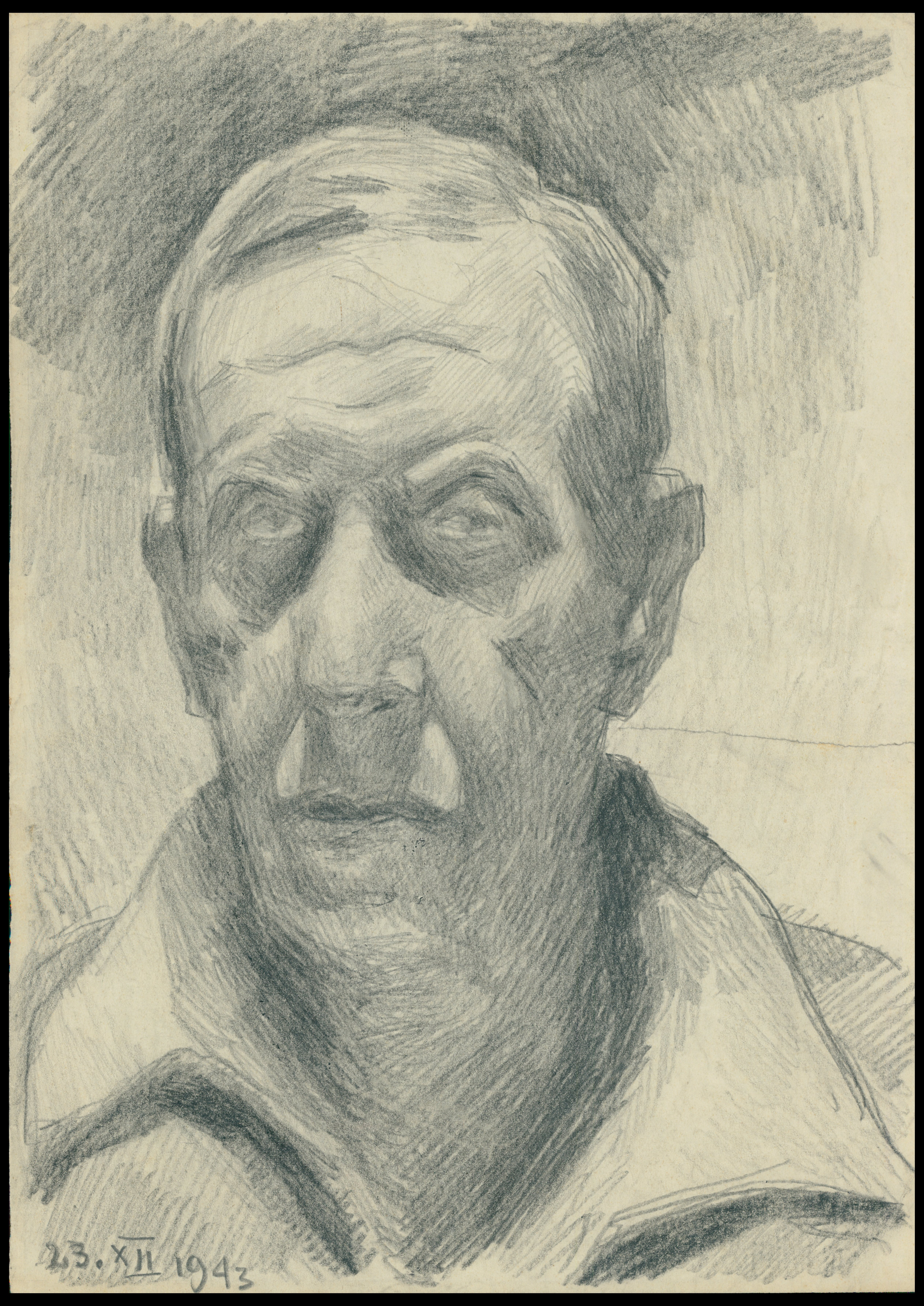
Stanisław Kamocki (autoportret, 1943)

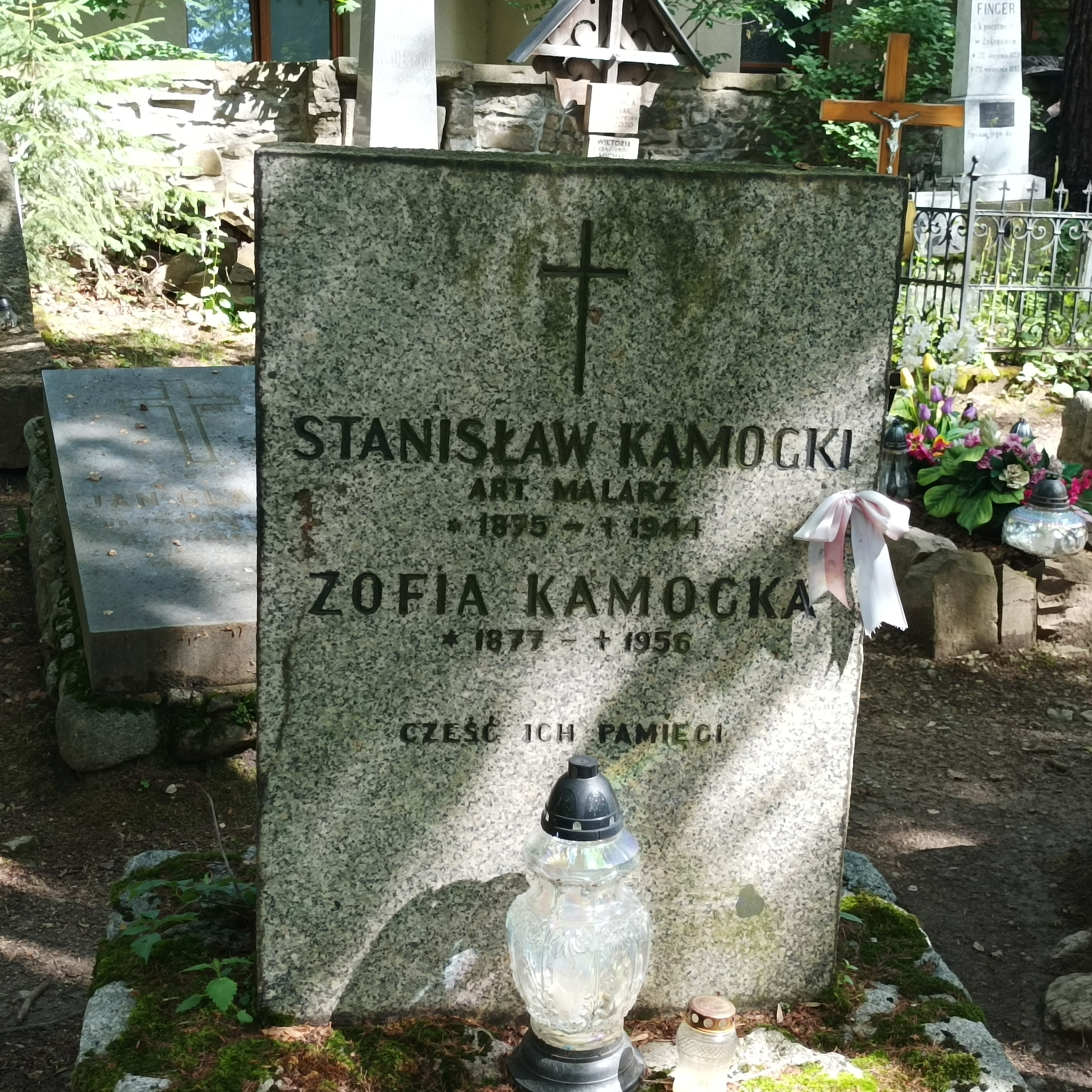
Grób Stanisława Kamockiego na Cmentarzu Zasłużonych na Pęksowym Brzyzku

## Życiorys
Studiował w latach 1891–1900 pod okiem Leona Wyczółkowskiego, Jacka Malczewskiego i Jana Stanisławskiego w Szkole Sztuk Pięknych w Krakowie, a w 1901 i 1902 w Paryżu. W trakcie I wojny światowej służył w I Brygadzie Legionów Polskich. Mieszkał w Krakowie i Zakopanem, gdzie posiadał własną pracownię. Od 1919 kierował katedrą pejzażu w krakowskiej Akademii Sztuk Pięknych, gdzie w 1937 został mianowany profesorem zwyczajnym. Od 1942 uczył malarstwa w zakopiańskiej Państwowej Szkole Góralskiej Sztuki Ludowej. Był członkiem Towarzystwa Artystów Polskich „Sztuka” (od 1906), Wiedeńskiej Secesji (1911–1918), warszawskiego Towarzystwa Zachęty Sztuk Pięknych i Towarzystwa „Sztuka Podhalańska”.
Po śmierci został pochowany na Starym Cmentarzu w Zakopanem (kw. P-I-27).

## Twórczość
Uchodził za jednego z najzdolniejszych uczniów Jana Stanisławskiego i jednego z najwierniejszych kontynuatorów malarstwa pejzażowego. Początkowo tworzył wielkoformatowe obrazy na płótnie, a w latach 20. XX w. niemal wyłącznie na tekturze. Malował w plenerze, utrwalał widoki Wołynia, Podola, okolic Krakowa i Tatr, niekiedy przedstawiał dekoracyjne martwe natury.

### Galeria

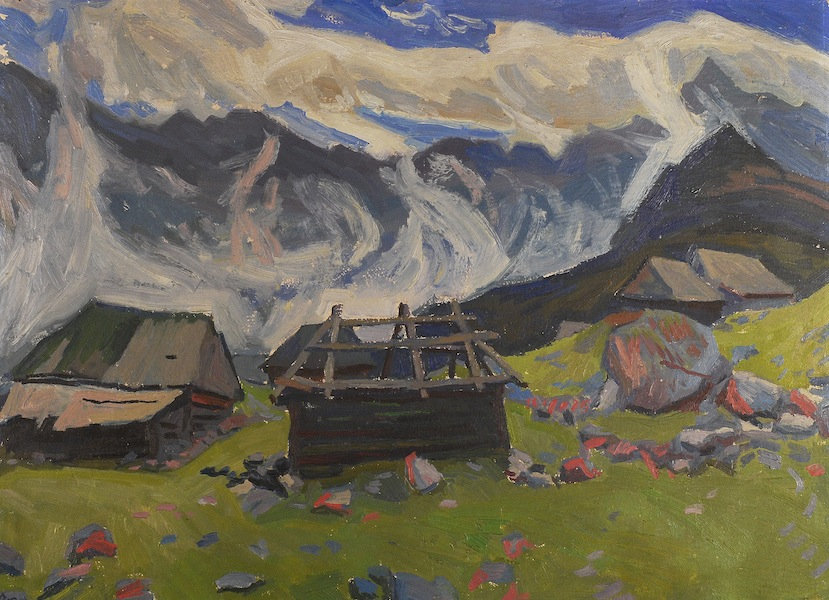
Mgły nad Czarnym Stawem
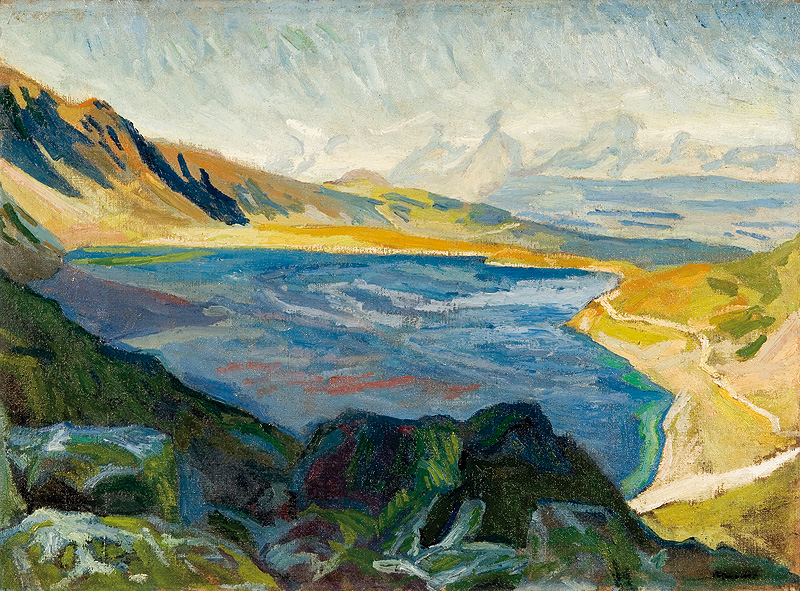
Czarny Staw Gąsienicowy
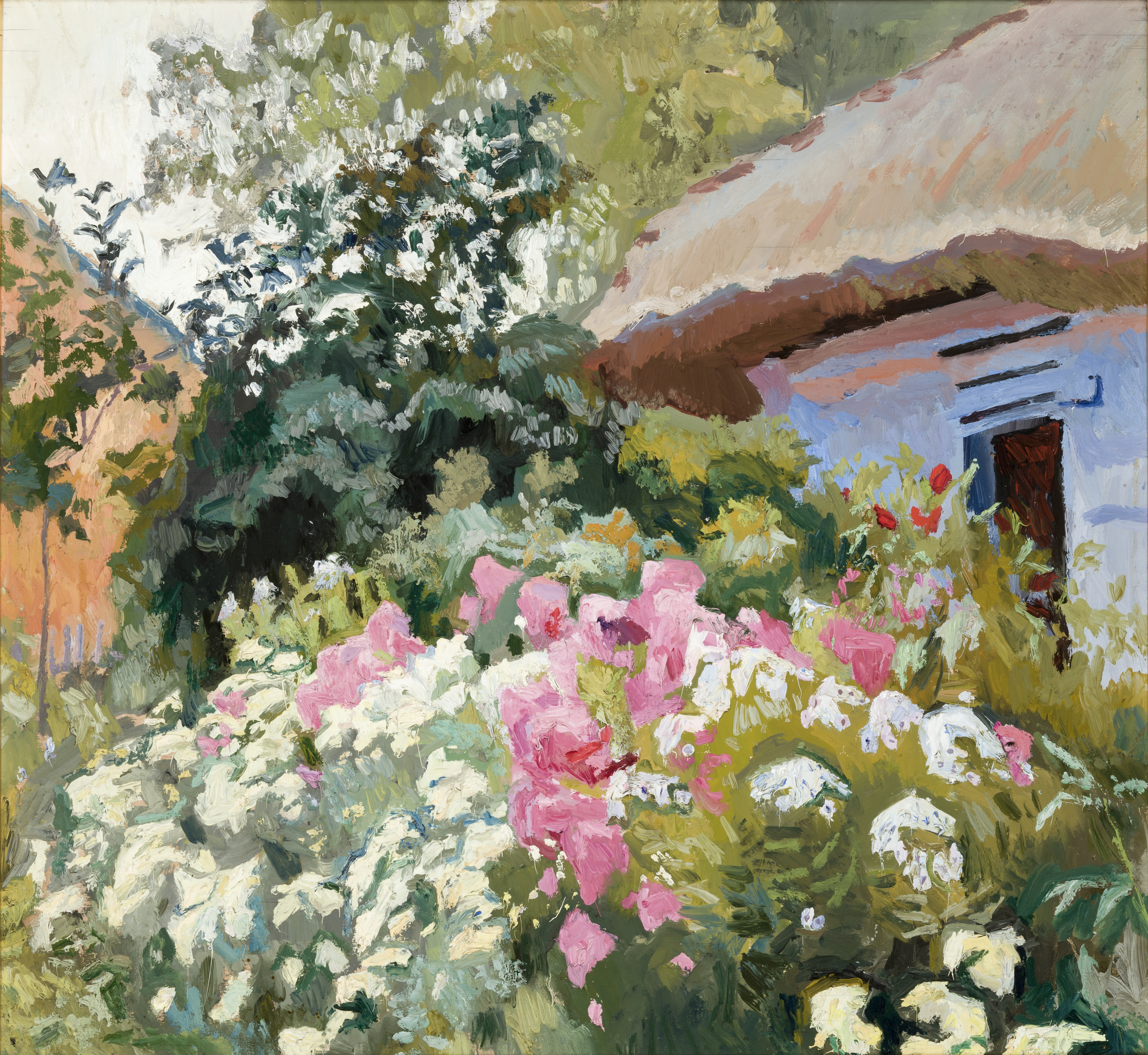
Kwiaty przed chatą
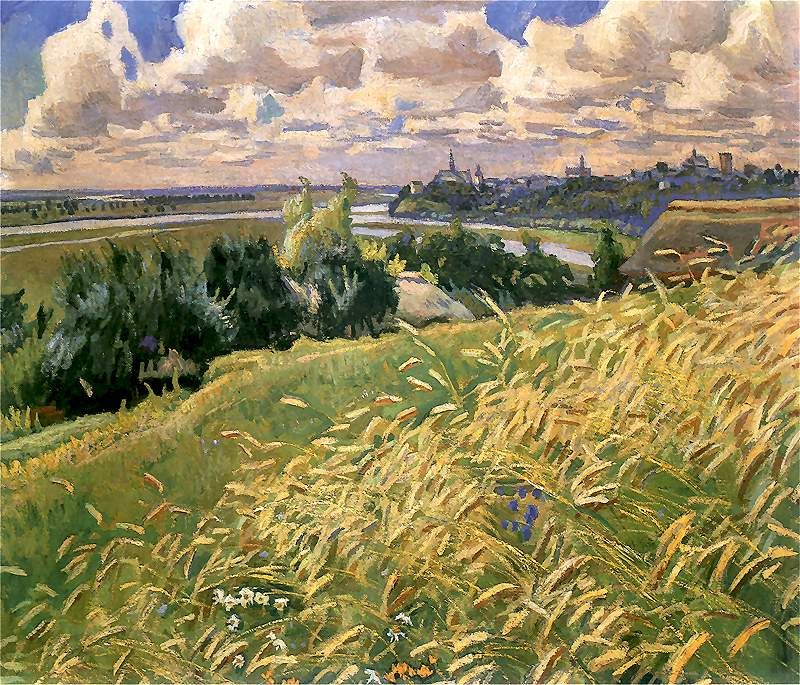
Kłosy
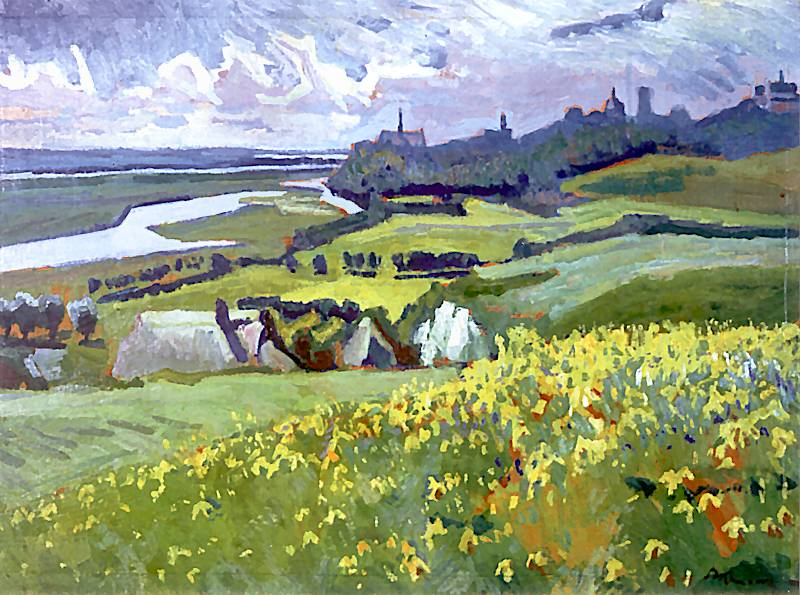
Widok na Sandomierz
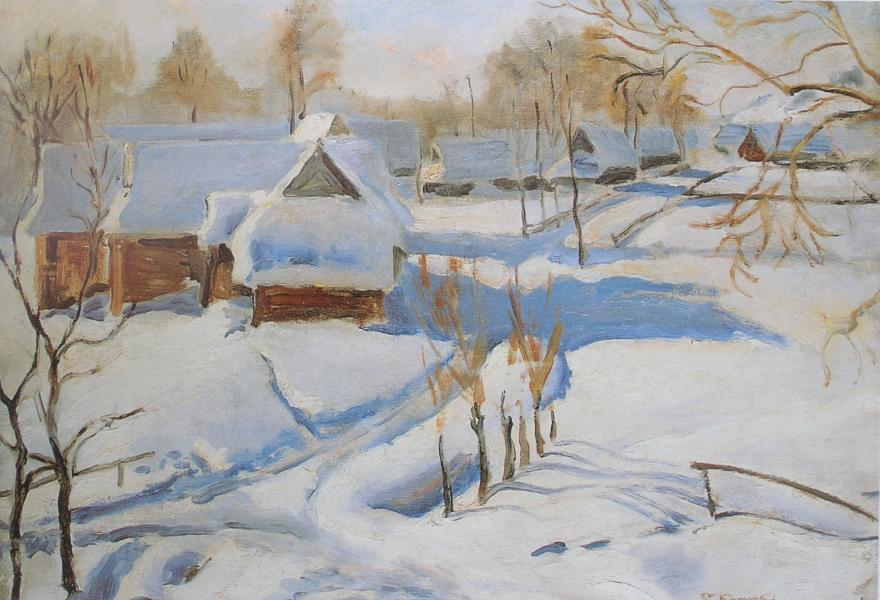
Zima na wsi